# Peixeira
A peixeira designa no Brasil uma espécie de faca desenvolvida inicialmente para cortar peixes, mas possui ampla utilização nas mais diversas áreas gastronômicas. Trata-se de uma ferramenta muito comprida e afiada, usada inicialmente como uma arma branca. Geralmente possui lâmina em aço inox com fio liso, cabo de madeira fixado por rebites de alumínio.

## Arma branca
No Brasil, a peixeira, por ser uma faca de alto corte e resistência, é utilizada eventualmente como arma branca.